# Koningsdag in Amsterdam

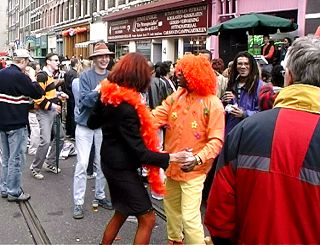
Koninginnedag in Amsterdam, 2000.

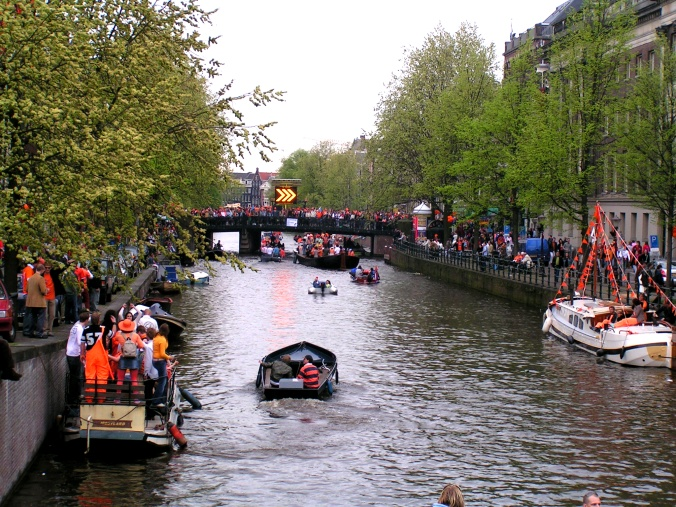
Koninginnedag in Amsterdam, 2005.

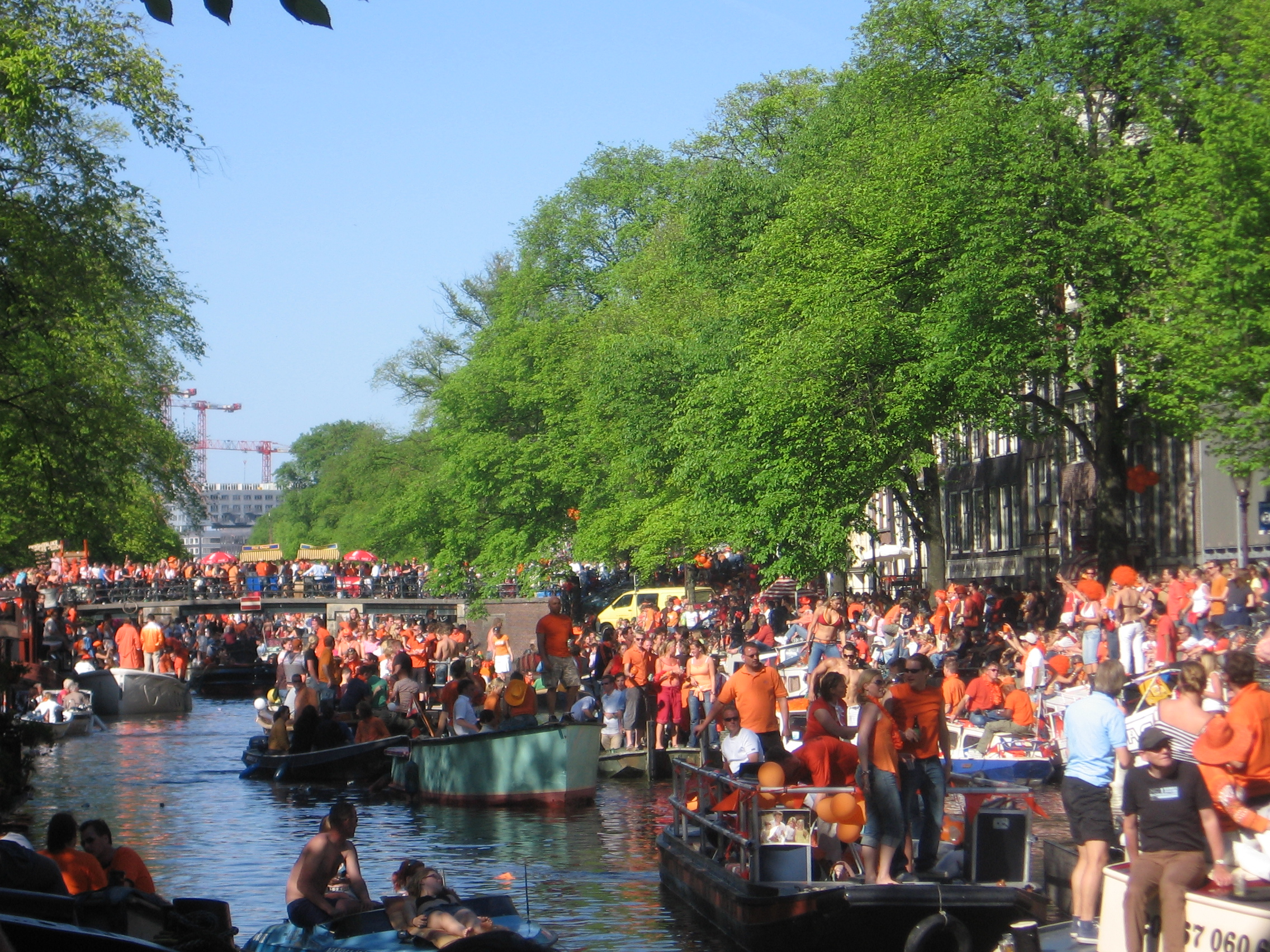
Drukte op de grachten op Koninginnedag in Amsterdam, 2009.

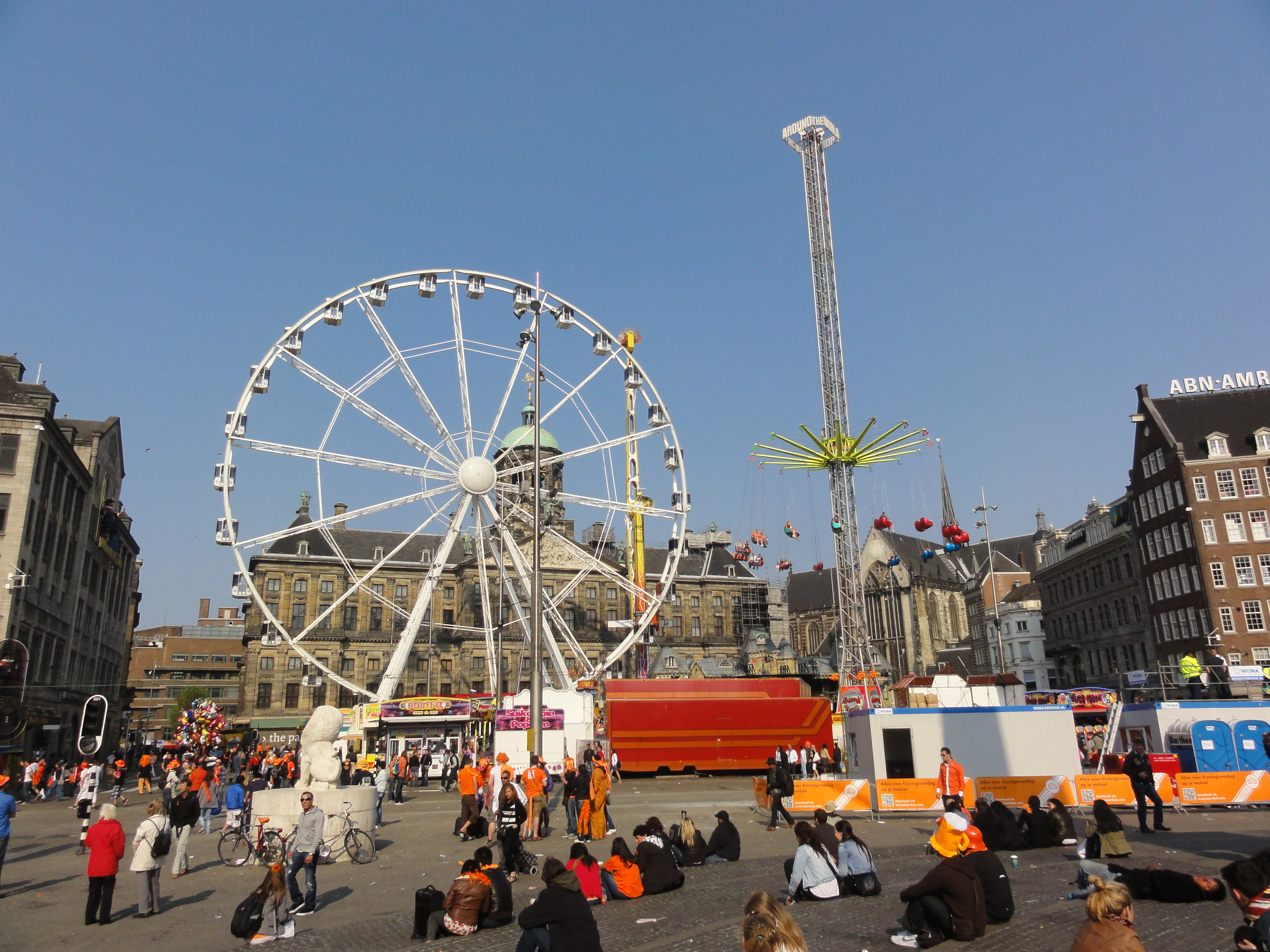
Kermis op de Dam op Koninginnedag in Amsterdam, 2011.

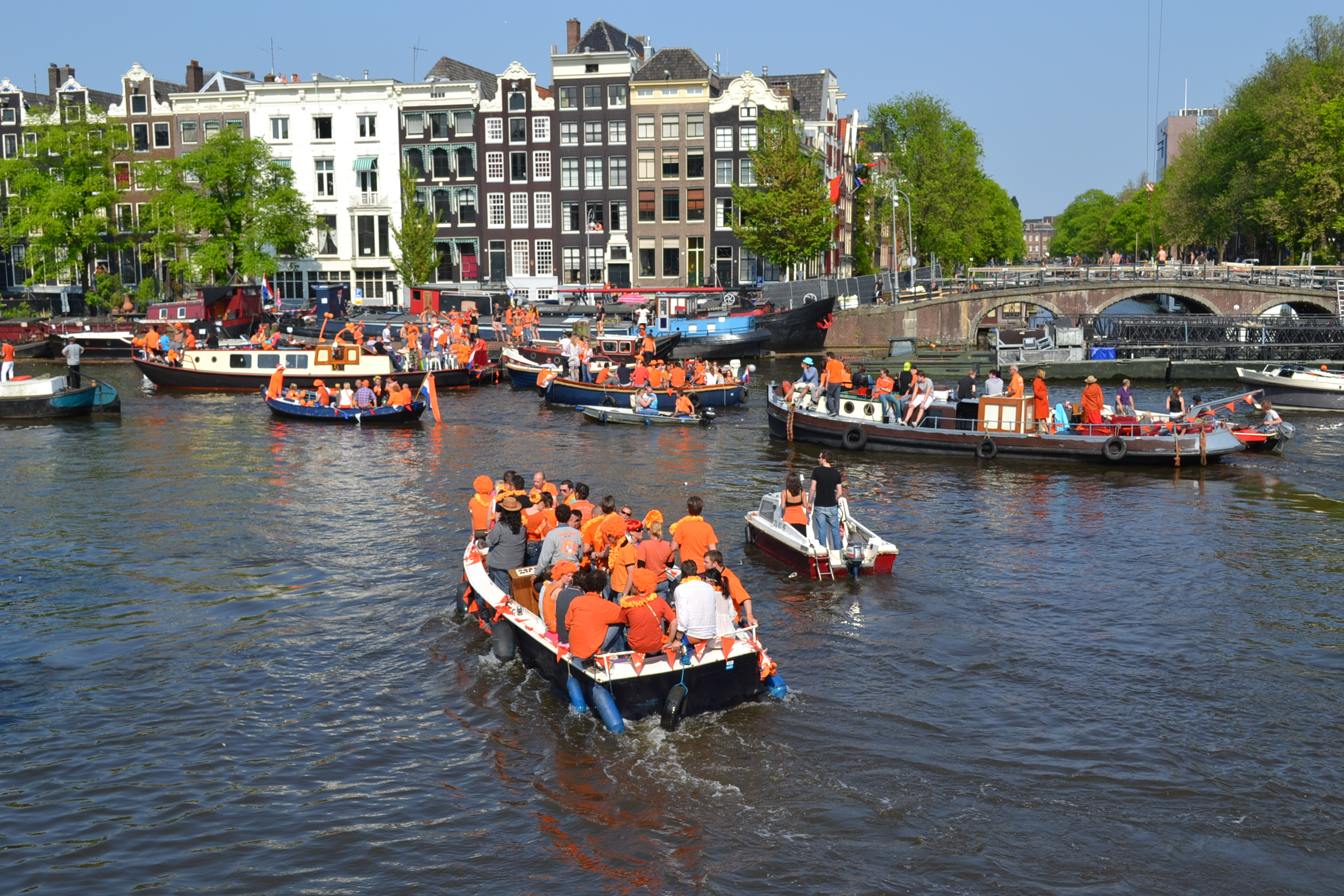
Drukte op de Amstel op Koninginnedag in Amsterdam, 2011.

Koningsdag in Amsterdam (sinds 2014, tussen 1891-2013: Koninginnedag) is sinds decennia de drukst bezochte feestdag in Amsterdam. Veelal komen er meer dan een half miljoen feestvierders naar de hoofdstad, met uitschieters tot driekwart miljoen in zeer drukke jaren.
De dag wordt gekenmerkt door grote aantallen feestvierende mensen, bootjes in de overvolle grachten, vele grootschalige evenementen op de pleinen, kermis op de Dam, de grootste vrijmarkt van Nederland, de grootste berg afval, maar ook een speciaal voor kinderactiviteiten gereserveerd Vondelpark en vele andere kleinere evenementen verspreid over de hele stad. Het Koningsdagfeest wordt door alle lagen van de bevolking en ook door Amsterdammers van velerlei nationaliteiten en culturele herkomst meegevierd. Enerzijds komen er vele duizenden bezoekers uit heel Nederland en buitenlandse toeristen speciaal naar de hoofdstad voor de viering van 'Kingsday', anderzijds zijn er ook vele Amsterdammers die de drukte in de stad juist ontvluchten. Naar traditie kleurt Amsterdam op deze dag oranje.
Met de toename van de 'vrijetijdscultuur' in de afgelopen decennia is de drukte en de commercie, met name in de Binnenstad, maar ook in vele andere wijken, sterk toegenomen, waardoor andere feestdagen duidelijk in de schaduw zijn komen te staan.
Enerzijds heeft dit Amsterdam de reputatie bezorgd van feestbestemming bij uitstek, anderzijds zijn de problemen met de openbare orde zodanig gegroeid dat in diverse jaren grote ordeverstoringen en zelfs rellen hebben plaatsgevonden. Het gemeentebestuur poogt de ergste (dreiging van) uitwassen in te perken, onder andere door spreiding van evenementen over de stadsdelen, waarmee de Binnenstad kan worden ontlast, anderzijds door een ontmoedigingsbeleid te voeren, dat er al enige jaren geleden toe heeft geleid dat de vrijmarkt pas op de ochtend van Koninginnedag / Koningsdag zelf mag beginnen en dat uitgebreide feesten in de openbare ruimte in het kader van de 'Koninginnenacht' voorafgaande, in tegenstelling tot in Den Haag en andere steden, in Amsterdam niet meer plaatsvinden.
Een van de redenen hiertoe is beperking van het alcoholgebruik, zodat de dag niet begint met dronken massa's feestvierders. Een ander aspect is de afsluiting van het Vondelpark in de voorafgaande nacht om het zo vrij te houden voor de kinderen voor wie het overdag is gereserveerd. Het stadsbestuur is ook met plannen gekomen om met ingang van 2012 enkele grootschalige commerciële feesten van de grote pleinen in de Binnenstad, zoals Museumplein en Rembrandtplein, naar elders te verbannen. De angst voor 'Duisburgse toestanden' waarbij vele feestvierders in het gedrang dreigen te geraken, is hier mede aanleiding toe.
Ook de aan- en afvoer van de grote mensenmassa's per trein is voor de Nederlandse Spoorwegen ieder jaar weer een krachttoer, die niet altijd voorspoedig is verlopen. De grootste drukte richt zich op het Centraal Station, wat bij storingen in de treindienst tot fuik kan worden, waarin duizenden reizigers kunnen stranden. Men tracht de reizigers dan ook te spreiden naar de andere spoorwegstations. Ook het tram- en busverkeer wordt sinds de jaren tachtig op grote schaal omgeleid.

## Geschiedenis
Nog voor de 'echte Koninginnedag' werd op 31 augustus 1885 de eerste 'Prinsessedag' georganiseerd in de stad Utrecht, de vijfde verjaardag van de toen jonge prinses Wilhelmina. Met name in Oranjegezinde volksbuurten, zoals de Jordaan en Kattenburg, werden feestdagen rond het koninklijk huis vaak uitbundig gevierd. Het meer republikeinse deel van Amsterdam moest hier weinig van hebben.
Het initiatief tot deze feesten werd genomen om de nationale eenheid te benadrukken. Na de dood van koning Willem III in 1890, werd Prinsessedag in 1891 opgevolgd door de viering van 'Koninginnedag'. Deze dag ontwikkelde zich tot een feestdag voor kinderen. Op haar achttiende verjaardag, 31 augustus 1898, werd Wilhelmina regerend vorstin. De inhuldiging vond op 6 september plaats in de Nieuwe Kerk aan de Dam in Amsterdam. Dit was dus tevens de eerste echte Koninginnedag in Amsterdam. De oudste bestaande filmbeelden in Amsterdam zijn op deze dag gemaakt. Tot en met 1948 werd Koninginnedag (behalve in de jaren 1940-1944) op 31 augustus gevierd.
Tot aan de Tweede Wereldoorlog was 1 mei, de Dag van de Arbeid, zeker in het 'linkse Amsterdam', de concurrent van Koninginnedag. De socialisten, sociaaldemocraten en communisten vierden 1 mei met grote optochten en feestelijkheden. Die dag had een politiek karakter. In het ernstig verzuilde Nederland vierden de aanhangers van de anti-monarchistische SDAP Koninginnedag niet, de burgerlijke partijen vierden op hun beurt de Dag van de Arbeid niet. Wat nationale feestdagen hadden kunnen zijn werden dagen waarop de verdeeldheid van Nederland, ook in Amsterdam, werd benadrukt. Pas na de Tweede Wereldoorlog toen de sociaaldemocraten zich met de monarchie hadden verzoend, werd Koninginnedag een feestdag voor alle Nederlanders en Amsterdammers. De Dag van de Arbeid raakte in brede kringen in vergetelheid.
Nadat koningin Juliana haar moeder Wilhelmina in september 1948 was opgevolgd, werd vanaf 1949 Koninginnedag gevierd op haar verjaardag, 30 april. Terwijl Koninginnedag in de naoorlogse jaren nog een gewone werkdag was, kregen in de loop der jaren steeds meer mensen een vrije dag, zodat 30 april kon uitgroeien tot een landelijke feestdag. Vanaf de jaren zestig nam de drukte op deze dag in Amsterdam ook toe.
Bij de troonopvolging op 30 april 1980 besloot koningin Beatrix deze dag in stand te houden als dag van aanvaarding van haar ambt als staatshoofd en inhuldiging als koningin der Nederlanden, en om haar moeder te eren. Een praktische overweging was dat op haar eigen verjaardag (31 januari) het weer, in tegenstelling tot eind april, niet geschikt was voor een grootschalig buitenevenement. Beatrix wijzigde ook de vorm van Koninginnedag.

## Viering en festiviteiten
Koningin Beatrix bezocht tijdens haar ambtsperiode op Koninginnedag samen met zo veel mogelijk leden van de koninklijke familie één of (meestal) twee plaatsen in Nederland. Amsterdam was sinds 1980 nooit een officiële bestemming. Wel maakte Beatrix in 1988 na haar bezoek aan Overijssel 's middags een 'spontane' en 'informele' wandeling langs de vrijmarkt langs de Amsterdamse grachten en bezocht ook de Jordaan. Onderweg kreeg zij van een Amsterdammer op de vrijmarkt een spontane zoen.
De traditie wil dat burgers op Koningsdag geen vergunning nodig hebben om op straat te venten. Dit soepele beleid leidt tot uitgebreide vlooienmarkten (de zogeheten vrijmarkt). In de praktijk legt een burgemeester uit veiligheidsoverwegingen de verkoop van bijvoorbeeld voedsel en drank nog weleens aan banden. Ook is het op sommige locaties niet (meer) toegestaan om vrijmarkten te  houden. De vrijmarkt vindt tegenwoordig plaats tussen 6.00 en 20.00 uur (alleen bij daglicht).
Tevens worden er op veel plaatsen uitgebreide openluchtfeesten gehouden. De stad trekt elk jaar (zeker bij mooi weer) meer dan een half miljoen bezoekers. Behalve Amsterdammers zelf zijn er natuurlijk ook vele duizenden bezoekers uit de rest van het land en een groot aantal buitenlandse bezoekers. Voor veel toeristen is 'Queen's Day' een van de belangrijkste evenementen van het jaar in Amsterdam.

## Incidenten en de reacties daarop

### 1969
In de jaren zestig kwam het op 30 april 1969 ook op Koninginnedag tot relletjes, waarbij in de omgeving van de Dam met stenen werd gegooid.

### 1980
Koninginnedag 1980 stond in Amsterdam in het teken van twee gebeurtenissen: de troonsafstand van koningin Juliana met de inhuldiging van koningin Beatrix in de Nieuwe Kerk en het kroningsoproer verspreid over diverse locaties in Amsterdam.
Het kroningsoproer of de kroningsrellen van 30 april 1980 waren een van de grootste ordeverstoringen of rellen in de Nederlandse geschiedenis in vredestijd. Tijdens de troonopvolging met inhuldiging van koningin Beatrix waren de straten van Amsterdam niet het toneel van het volksfeest waar de organisatoren op hadden gehoopt. Onder de leus 'Geen woning, geen kroning!' gingen krakers, autonomen en andere al dan niet radicale jongeren de straat op met verschillende doelen: een deel protesteerde tegen de woningnood, anderen waren van plan de 'kroning' te verstoren. De dag eindigde in grote rellen, de inhuldiging en balkonscène vonden wel plaats met veel rumoer op de achtergrond.

### 2001
De Koninginnedag van 2001 verplaatste zich mede door het afgelasten van het koninklijk bezoek aan Drenthe vanwege de toen heersende veeziekte mond-en-klauwzeer bijna in zijn geheel naar Amsterdam. Volgens de politie waren er dat jaar 700.000 mensen naar de festiviteiten in Amsterdam gekomen. Wegens de extreme drukte en het wangedrag van sommige treinreizigers liep het in Amsterdam rond het Centraal Station geheel uit de hand.
De treinen reden tot dan toe zoals altijd op Koninginnedag werd gedaan volgens een zaterdagdienst maar met langere treinen. Even voor 11.00 uur werd er in drie verschillende treinen aan de noodrem getrokken waarna de passagiers over het spoor richting Amsterdam liepen. Om 12.00 uur werd het treinverkeer van en naar Amsterdam in zijn geheel stilgelegd, waardoor de treinen een file vormden. Nadat rond 15.00 uur de treinen weer begonnen te rijden, werd er rond 18.00 uur weer verschillende malen aan de noodrem getrokken. Toen om acht uur 's avonds het station wegens de enorme drukte een half uur dicht ging, werd de oostzijde door een menigte opengebroken, waarna de ME werd ingezet.
Boze reizigers richtten hun woede op treinen, het NS-personeel, bekogelden machinisten en conducteurs, vernielden noodremmen en instrumentenpanelen, bestalen restauraties en kiosken. In de loop van de avond keerde de rust weer terug in Amsterdam.

### 2010
Tijdens Koninginnedag 2010 hield het personeel van de gemeentelijke reinigingsdienst in Amsterdam een 24-uursstaking. Hierdoor hoopte het vele afval dat zoals ieder jaar ontstond, zich nog hoger op dan in voorgaande jaren. Een oproep van waarnemend burgemeester Lodewijk Asscher aan bezoekers om zelf hun afval op te ruimen leek weinig gehoor te krijgen. Er deden zich door deze situatie echter geen ongelukken voor. Wel moesten trams omgeleid worden doordat de rails op diverse plaatsen tijdelijk onberijdbaar waren. Na het aflopen van de 24 stakingsuren werd het reinigen van de stad weer snel opgevat.
Net als op Koninginnedag 2001 raakte het treinverkeer van en naar Amsterdam ontregeld doordat mensen in de trein aan de noodrem trokken. Dit gebeurde in twee treinen, waarna reizigers over het spoor besloten te lopen om alsnog het Centraal Station te bereiken. Hierdoor werd het treinverkeer in grote delen van de hoofdstad stilgelegd. Rellen bleven uit. Later op de middag kwam het treinverkeer weer langzaam op gang.

### 2012
Omdat het aantal bezoekers aan Koninginnedag in Amsterdam tussen 2004 en 2010 was gestegen van 600.000 naar 800.000 dreigden problemen met de openbare orde. Burgemeester Van der Laan besloot daarom in november 2011 dat er op Koninginnedag 2012 geen massale evenementen meer mochten plaatsvinden in de binnenstad. Korte tijd later werd het plein bij de RAI in Amsterdam-Zuid aangewezen voor het festijn van Radio 538. Er kon echter geen oplossing worden gevonden voor het handhaven van het maximum aantal bezoekers in verband met de veiligheid, waardoor op 23 januari het besluit viel om het feest geheel af te blazen. Vijf organisaties richtten daarop de Koninklijke Nederlandse Partybond op, die rond het Olympisch stadion alsnog een groots dancefeest organiseerde, het Qdayfestival. Op het Java-eiland vond het feest van SLAM!FM plaats.
In de binnenstad was het duidelijk rustiger dan voorgaande jaren, de politie gaf een schatting van 700.000 bezoekers, zo'n 100.000 minder dan in 2011. Ook sprak NS van aanzienlijk minder reizigers naar Amsterdam dan voorheen en van een gevarieerder reizigerspubliek, ofwel meer gezinnen.

#### Langere termijn
Na een evaluatie van de editie 2012 besloot de gemeente om vanaf 2013 de opzet van meer verspreide, kleinschaliger feesten op Koninginnedag voort te zetten. Die opzet doorbrak volgens Amsterdam de trend van "almaar grotere bezoekersaantallen en almaar groter wordende risico's". In de jaren na 2013 heeft het spreidingsbeleid tot minder overlast en incidenten geleid. Wel is er in de nacht na afloop nog altijd de grootste schoonmaakoperatie van het jaar nodig in de straten van Amsterdam.

### 2020

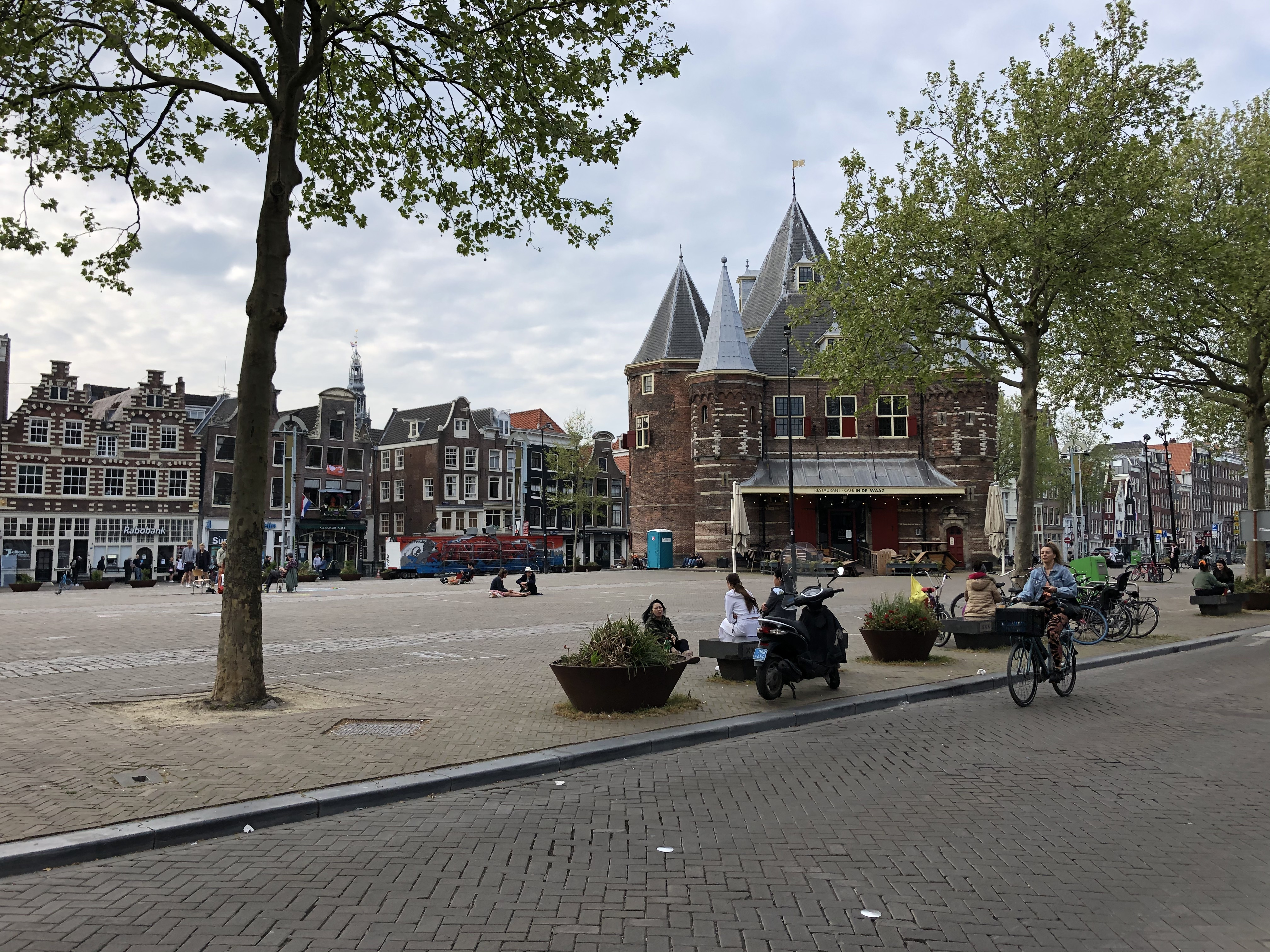
Een uitgestorven Amsterdamse Nieuwmarkt tijdens Koningsdag 2020.

Net zoals in de rest van het Nederland werden in 2020 vanwege de coronacrisis alle reguliere activiteiten rondom Koningsdag afgelast. De vrijmarkt, optredens, evenementen en alle andere samenkomsten waren verboden, en er was een vaarverbod voor de grachten in het centrum. Inwoners vierden Koningsdag thuis, op hun balkon of in (zeer) kleine gezelschappen. 

## Troonswisseling 2013
Koninginnedag 2013 stond in Amsterdam in het teken van de troonsafstand van koningin Beatrix met de inhuldiging van koning Willem-Alexander in de Nieuwe Kerk.
Koning Willem-Alexander en zijn gevolg maakten vroeg in de avond een vaartocht over het IJ. Bij het filminstituut Eye aan de noordoever gingen zij aan boord van een rondvaartboot. Voorafgaand aan de Koningsvaart werd het Koningslied ten gehore gebracht. De vaartocht ging langs het het Oeverpark en de Noordwal naar de kop van het Java-eiland, en eindigde aan de overkant, bij het Muziekgebouw aan 't IJ waar de avondmaaltijd voor genodigden plaatsvindt. Tijdens de vaartocht over het IJ traden diverse sporters en artiesten op. Zij gaven acte de présence onder het motto 'Dit is uw land'.
Op de kop van het Java-eiland begroetten Willem-Alexander, Máxima en de drie prinsesjes Amalia, Alexia en Ariane tijdens een optreden het Koninklijk Concertgebouworkest en DJ Armin van Buuren. De vaartocht werd afgesloten met een luchtshow van tien F-16's en een watershow van blusboten.
Naast de festiviteiten rond de inhuldiging was het ook gewoon net als andere jaren 'Koninginnedag', dus met de vrijmarkt en andere gebruikelijke evenementen. Op iets minder locaties dan voorheen, maar volgens burgemeester Eberhard van der Laan was deze feestdag niet bedoeld als een feestje voor ingewijden, maar een feestdag voor iedereen die deze historische dag wil meebeleven.
Op deze Koninginnedag waren er ruim 700.000 bezoekers aan Amsterdam, ongeveer net zo veel als vorig jaar. Ook het aantal bezoekers dat per trein kwam was ongeveer gelijk, circa 240.000. De dag is zonder grote incidenten verlopen. Door de grotere spreiding in plaats en tijd van de evenementen en bezoekers op deze dag is de dag soepel en feestelijk verlopen, er waren bij gelijkblijvend bezoekersaantal (veel) minder arrestaties en ambulanceritten dan in vorige jaren. Burgemeester Eberhard van der Laan kon tevreden op deze dag terugzien.